# Euphorbia fortissima
Euphorbia fortissima es una especie fanerógama perteneciente a la familia Euphorbiaceae. Es endémica de Sudáfrica. 

## Descripción
Es una planta suculenta,  árbol espinoso con forma de candelabro que alcanza un tamaño de ± 5 (-7) m de altura con un tronco corto y robusto ± 22,5 (-30) cm de diámetro con una difusión  ascendente, ramas persistentes y aladas.

## Ecología
Se encuentra entre otras especies de Euphorbia, Combretum en el matorral abierto con Commiphora y en la sabana con Colophospermum mopane, en las laderas pedregosas en las pendientes; en asociación con Mopane-Commiphora-Combretum en la arenisca, basalto, a una altitud de ± 700 metros.
No presenta dificultades inusuales en el cultivo. Es una especie cercana a Euphorbia cooperi. 

## Taxonomía
Euphorbia fortissima fue descrita por Leslie Charles Leach y publicado en Journal of South African Botany 30: 209–213, pl. XXVI, fl. 1. 1964.
Etimología
Euphorbia: nombre genérico que deriva del médico griego del rey Juba II de Mauritania (52 a 50 a. C. - 23), Euphorbus, en su honor – o en alusión a su gran vientre –  ya que usaba médicamente Euphorbia resinifera. En 1753 Carlos Linneo asignó el nombre a todo el género.
fortissima: epíteto latino que significa "la más fuerte".